# Gallaway
Gallaway és una població dels Estats Units a l'estat de Tennessee. Segons el cens del 2000 tenia 666 habitants.

## Demografia
Segons el cens del 2000, Gallaway tenia 666 habitants, 235 habitatges, i 145 famílies. La densitat de població era de 72,6 habitants/km².
Dels 235 habitatges en un 31,5% hi vivien nens de menys de 18 anys, en un 29,8% hi vivien parelles casades, en un 28,9% dones solteres, i en un 37,9% no eren unitats familiars. En el 36,2% dels habitatges hi vivien persones soles l'11,9% de les quals corresponia a persones de 65 anys o més que vivien soles. El nombre mitjà de persones vivint en cada habitatge era de 2,49 i el nombre mitjà de persones que vivien en cada família era de 3,26.
Per edats la població es repartia de la següent manera: un 28,1% tenia menys de 18 anys, un 9% entre 18 i 24, un 21,5% entre 25 i 44, un 21,9% de 45 a 60 i un 19,5% 65 anys o més.
L'edat mediana era de 38 anys. Per cada 100 dones de 18 o més anys hi havia 76,1 homes.
La renda mediana per habitatge era de 15.192 $ i la renda mediana per família de 23.750 $. Els homes tenien una renda mediana de 25.179 $ mentre que les dones 16.500 $. La renda per capita de la població era de 12.836 $. Entorn del 35,5% de les famílies i el 43,5% de la població estaven per davall del llindar de pobresa.

## Poblacions més properes
El següent diagrama mostra les poblacions més properes.